# Cinema musical
El cinema musical és un gènere cinematogràfic en el qual s'inclouen cançons cantades pels personatges. Aquestes cançons, sovint ballades i coreografiades, solen servir per a desenvolupar la trama o els personatges de la pel·lícula, encara que no sempre sigui el cas.
El cinema musical va ser un desenvolupament natural del teatre musical i va aparèixer així que el cinema va esdevenir sonor: The Jazz Singer (1927, Estats Units), considerada la primera pel·lícula parcialment sonora, va ser alhora la primera pel·lícula musical de la història; el 1931, el primer film sonor xinès va ser igualment un musical, La cantant Hong Midan, de Hong Sen, i el mateix any va estrenar-se Alam Ara, d'Ardeshir Irani a l'Índia, país on aquest gènere es cultivarà sense interrupció fins a l'actualitat.

## Components del cinema musical
Les pel·lícules musicals estan formades per tres components indispensables: la música, la lletra i el guió. A vegades no tenen el mateix valor, ja que, sovint el guió (i l'argument en general) és només una pinça en la qual penjar la part musical. Però cada un d'ells té una finalitat comuna: la creació d'un elaborat món en el qual els sentiments són tan profunds que no poden ser continguts per les paraules; només les cançons i el ball permeten expressar les emocions.
El guió es podria considerar la part més important en la majoria de casos. El text, i per tant, el context de la música, segons Martin Gottfried  és la base per la qual existeix la producció. És, normalment, el primer que s'escriu, i acostuma a ser la principal raó per la qual un show triomfa o fracassa.
Malgrat la relativa importància del guió, la música no deixa de ser un element clau en aquest gènere. De fet, les escenes dramàtiques absorbeixen poc més de la meitat de la duració del musical tradicional. A més, la principal atracció d'un musical són les cançons i el ball, els detalls de l'argument són aviat oblidats.
Per acabar, la lletra es tracta del toc final d'aquest gènere, ja que donen a la música expressió i cos. Han de ser rellevants per la trama i han d'adaptar-se a la personalitat del personatge que l'està cantant. Es considera, però, que les lletres són les menys crucials dels elements bàsics d'un musical per a aconseguir l'èxit.

## Tipus de musicals

### El Book Musical
Malgrat l'existència d'un ampli debat sobre quin va ser el primer book musical, s'ha acceptat que el primer en Amèrica va ser Showboat (1929) amb música de Jerome Kern i lletra i guió d'Oscar Hammerstein II.
Aquest tipus de musical està format per tres elements principals: música, lletra i guió. En la majoria de casos el guió o la història és creada primer, i la partitura, tant la música com la lletra, després, com una manera de desenvolupar els personatges i impulsar l'argument.

### El Concept Musical
El concept musical va néixer a la dècada dels quaranta, malgrat que no va acabar de florir fins als anys seixanta. Un dels màxims exponents d'aquest gènere al camp teatral és Allegro, amb música de Richard Rodgers i lletra i guió de Oscar Hammerstein II.
Aquest tipus de musical podria ser, sens dubte, un dels més complexos d'etiquetar i comprendre. El terme concept musical ha estat utilitzat per etiquetar produccions en nombroses ocasions al llarg de la seva dispersa evolució, i és per això que molts crítics moderns discrepen en la seva definició. En la majoria de casos, es coincideix en el fet que l'èmfasi se situa sobre el missatge o temàtica més que en l'argument, quedant subordinat o completament substituït. Així, el concept musical pot ser definit per la seva estructura característica i les seves tècniques de posada en escena. Les seves cançons no flueixen sinó que interrompen la història, sent utilitzades com una forma d'autoreflexió pels personatges i d'actuació sobre el tema principal. En altres casos, el terme de concept musical ha estat utilitzat per identificar tots aquells musicals que simplement no encaixaven en cap altra categoria.

### El Pop Rock Musical
El pop rock musical es va convertir en una part important del teatre musical en els últims anys de la dècada dels seixanta, amb l'exitosa obra Hair, amb música de Galt MacDermot i lletra i guió de Gerome Ragni i James Rado.
El que fa d'aquesta obra un pop rock musical és el fet d'utilitzar estils musicals moderns per explicar una història (que normalment es troba ambientada en una època no actual). D'aquesta manera, permet que la història es faci més propera a l'audiència d'avui en dia. Malgrat que la música acostuma a ser original per a la producció, també pot estar influenciada per músics de rock famosos.

### El Jukebox Musical
El terme jukebox musical va sorgir durant la dècada de 1940, però, tot i que ja gaudien de certa fama durant els seus inicis, la seva popularitat actual és degut a l'èxit de Mamma Mia! (2008), llargmetratge format a partir de cançons del grup suec ABBA.
Aquests tipus de musicals es basen en la creació d'una història original que utilitzen unes cançons prèviamente existents. Les cançons, que a primera vista no formarien part d'un mateix argument, són utilitzades en el llargmetratge per desenvolupar una narració amb un objectiu dramàtic definit.
Una de les característiques més curioses (i que, a vegades, genera polèmiques) és que, per tal d'encaixar completament en la trama, les cançons poden ser cantades en el seu estat original, o, en cas que sigui necessari, la música o lletra pot ser adaptada lleugerament.

## El cinema musical a Hollywood
Als Estats Units, amb aquest gènere, el concepte d'espectacle assoleix un dels seus màxims exponents en el cinema hollywoodià i, dins d'ell, en les elaborades coreografies, les melodies i les obres mestres que ha donat el musical. Al començament, el fragment musical tenia com a objectiu impressionar, sense mantenir molta connexió amb el desenvolupament narratiu. No obstant això, en assolir la seva maduresa, es va estilitzar el gènere i els números van concatenar la història.

### Els anys daurats del musical
La indústria del cinema va saludar l'èxit entre el públic del gènere concedint, l'any 1929, l'Oscar a la millor pel·lícula a La melodia de Broadway, de Harry Beaumont, en el que fou l'avançament de la gran collita de musicals de la dècada de 1930, quan el gènere es va convertir, al costat del cinema negre, en el favorit del públic. La primera comèdia del cine sonor espanyol fou Mercedes rodada l'any 1932, dirigida pel catala Josep Maria Castellví i interpretada per Josep Santpere i Pei.
Busby Berkeley va revolucionar el gènere poc després de néixer i es pot dir que és el pare del musical, dotant-lo d'un llenguatge cinematogràfic que l'allunyava del teatre; amb obres com ara The Go Setter o El carrer 42. Mentrestant, RKO Pictures elevava a la fama a la parella formada per Fred Astaire i Ginger Rogers, en una sèrie de pel·lícules (Barret de copa, The Love Parade), que els van fer un lloc en la història del cinema.
En la dècada de 1940 va fer la seva aparició Gene Kelly (un dels referents del gènere: actor, ballarí, coreògraf, productor i director), i el musical no va tornar a ser el mateix. Al costat de Stanley Donen, el van portar a dalt a Un dia a Nova York (1949). Amb ells, els rodatges van sortir a l'exterior i el musical va assolir la majoria d'edat.
En la dècada de 1950, el gènere estava tan instal·lat en el gust del públic com el drama o el western, i va passar per la seva millor època, amb noms que anaven des d'Elvis Presley (Viva Las Vegas, King Creole) al trio Frank Sinatra - Bing Crosby - Grace Kelly (Alta societat) i tenint com a centre de nou a Gene Kelly, el xipollejant de Cantant sota la pluja. Un altre dels grans que va treure el cap al musical, i que es va forjar gran part del seu reconeixement amb ell, va ser Vincente Minnelli amb Un americà a París i Melodies de Broadway (1953). Minnelli era únic en la fusió de comèdia i musical.
La dècada de 1960, va veure néixer extraordinaris musicals, entre els quals destaquen: West Side Story (Amor sense barreres); Camelot, Willy Wonka & the Chocolate Factory; Somriures i llàgrimes (1965), amb l'actuació de Julie Andrews, que també va actuar a Mary Poppins i a Millie, una noia moderna.
En la dècada de 1960 els gustos de l'espectador van anar canviant, exigint produccions encara més luxoses, més números musicals i repartiments estel·lars que van ser suficients per impedir que el gènere fora decaient, amb títols com West Side Story, My Fair Lady, Hello, Dolly! i altres.

### La decadència del gènere

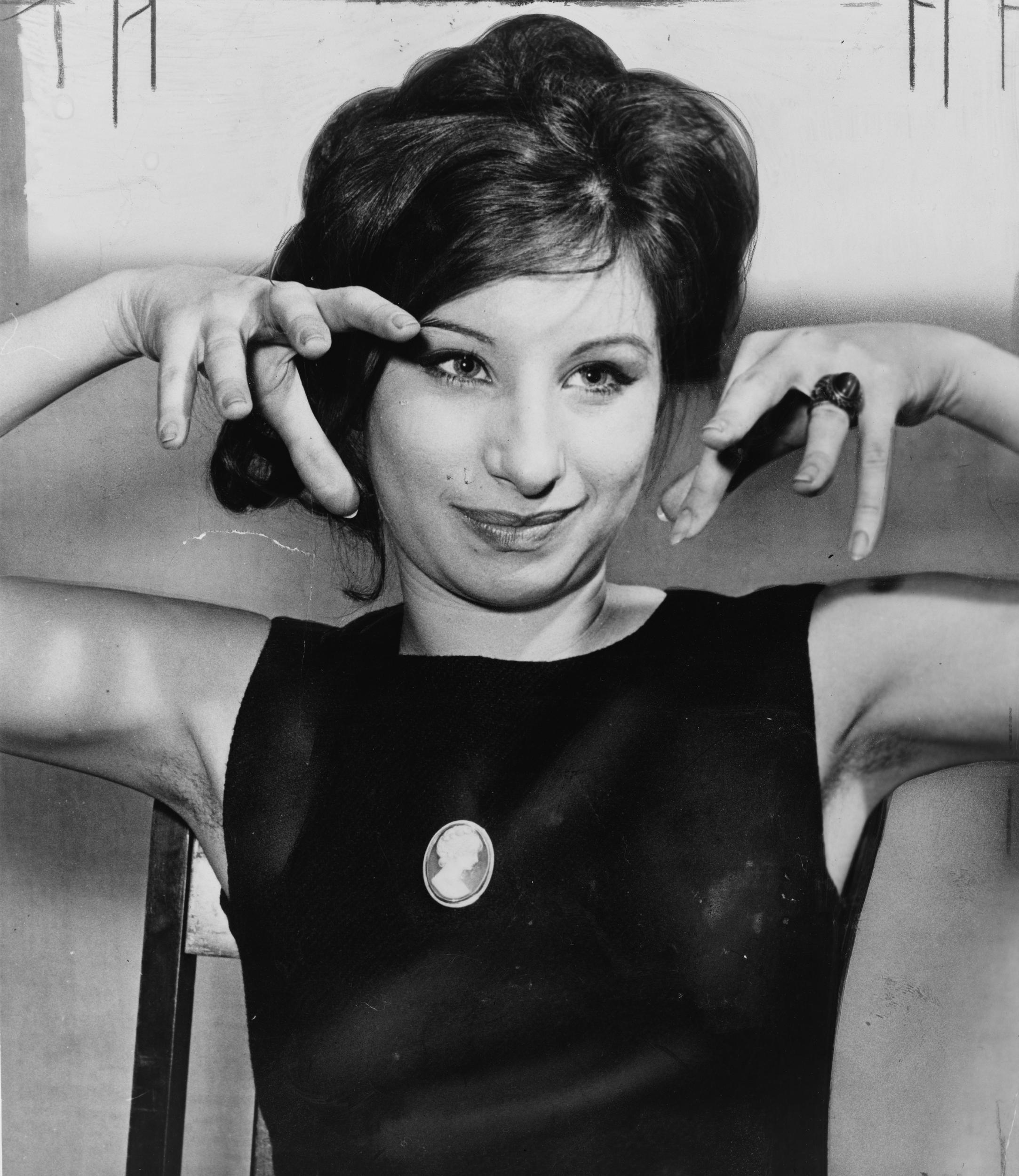
Barbara Streisand

Durant les tres dècades següents, el gènere va decaure, abandonat pel públic i els grans estudis, que no van finançar més que projectes puntuals, i en els que només sobresurt un nom, el de Bob Fosse. Els seus films Cabaret i Comença l'espectacle (1979) són els millors exponents del gènere en la dècada de 1970.
Menció especial s'ha de fer de sis musicals de la mateixa dècada: Hair del director Milos Forman; Grease (1978), amb les actuacions d'Olivia Newton-John i John Travolta, Cabaret (1972), amb l'actuació de Liza Minnelli, Ha nascut una estrella, amb les actuacions de Barbra Streisand i Kris Kristofferson, i Jesus Christ Superstar, els que sens dubte són els més destacables de la dècada.
En la dècada de 1980, la pel·lícula Annie va permetre recordar la grandesa del gènere. Alan Parker va rodar tres en les dècades de 1980 i 1990 Fame, The Commitments, Evita. El director danès Lars von Trier va sorprendre a tots amb Dancer in the Dark.
Les dècades de 1980 i 1990 també van veure renéixer el musical amb una nova vessant: els dibuixos animats. En aquest sentit, els estudis Disney van produir la que es podria haver considerat la millor pel·lícula musical en aquest format: Beauty and the Beast. Així mateix, van produir The Little Mermaid. El 1997 la 20th Century Fox va produir Anastasia.

### Segle XXI
Hollywood ha tornat a reconèixer el gènere, realitzant produccions convertides en èxits com Moulin Rouge!, Chicago, El fantasma de l'òpera, Hairspray, Rent o Dreamgirls.